# Impost directe
Un impost directe és un tipus d'impost que grava directament la renda o patrimoni personal, sense tenir en compte les seves despeses. Els impostos directes poden ser progressius (paga un percentatge major qui té major renda), proporcionals (tothom paga el mateix percentatge de la seva renda) o regressius (qui té major renda paga un percentatge menor d'aquesta), tot i que aquests últims són rars. Els impostos indirectes, en canvi, són sempre regressius i graven els serveis o productes que es poden comprar independentment de la renda de qui paga.
Entre els impostos que graven les rendes de manera directa, hi ha el que els contribuents són persones físiques, com és l'impost sobre la renda de les persones físiques, i el que grava la renda de les persones jurídiques constituïdes com a societats, l'impost de societats. Altres impostos directes són: l'impost sobre el patrimoni, l'Impost sobre Successions i Donacions, l'impost sobre plusvàlua o impost sobre l'increment de valor dels terrenys de naturalesa urbana i l'impost sobre bens immobles